# Bartoszyce
Bartoszyce (in tedesco Bartenstein) è una città polacca del distretto di Bartoszyce nel voivodato della Varmia-Masuria.
Ricopre una superficie di 11 km² e nel 2005 contava 24 600 abitanti.
Comunità urbane e rurali: Ardapy (Ardappen), Bajdyty (Bethen, Beyditten dal 1934), Barciszewo (Bartelsdorf), Bąsze (Bonschen), Bezledy (Beisleiden), Bieliny (Bellienen), Borki (Borken), Brzostkowo (Brostkersten), Bukowo (Buchau), Burkarty (Borchertsdorf), Ciemna Wola (Dietrichswalde), Dąbrowa (Damerau), Drawa (Groß Sonnenburg), Falczewo (Fauthshof), Galiny (Gallingen), Galinki (Klein Gallingen), Ganitajny (Gomthenen, Gomtehnen dal 1912), Gile (Hilff), Glitajny (Glittennen), Głomno (Glommen), Gromki (Grommelsdorf), Gruda (Louisenruh), Gulkajmy (Gahlkeim), Jarkowo (Erwienen), Kicina (Lipphausen), Kiersity (Kirschitten), Kiertyny Małe (Klein Kärthen), Kiertyny Wielkie (Gross Kärthen), Kinkajmy (Kinkeim), Klekotki (Charlottenberg), Kosy (Quossen), Krawczyki (Krafftshagen, Kraftshagen dal 1912), Kromarki (Kromargen), Króle (Königs), Leginy (Legienen), Lejdy (Legden), Lipina (Oberhausen), Lusiny (Losgehnen, Loschehnen dal 1934), Łabędnik (Gross Schwansfeld), Łapkiejmy (Lapkeim), Łojdy (Loyden), Łoskajmy (Loschkeim), Markiny (Markienen), Maszewy (Maxkeim), Matyjaszki (Mathiashof), Merguny (Marguhnen), Minty (Minten), Molwity (Mollwitten), Nalikajmy (Liekeim), Nuny (Nohnen), Osieka (Hermenhagen), Parkoszewo (Perkau), Perkujki (Perkuiken), Piergozy (Perguschen), Pierszele (Perscheln), Pilwa (Pillwen), Plęsy (Plensen), Połęcze (Polenzhof), Posłusze (Poschloschen), Rodnowo (Reddenau), Sędławki (Sandlack), Skitno (Skitten), Sokolica (Falkenau), Solno (Zohlen), Sortławki (Sortlack), Sporwity (Wolmen, Gross Sporwitten dal 1935), Spurgle (Sporgeln), Spytajny (Spittehnen), Szczeciny (Stettinen), Szwarunki (Klein Schwaraunen), Szwaruny (Gross Schwaraunen), Tolko (Tolx, Tolks dal 1912), Toplikajmy (Tappelkeim), Tromity (Tromitten), Trutnowo (Trautenau), Wajsnory (Weischnuren), Wardomy (Wordommen), Wargielity (Worglitten), Węgoryty (Wangritten), Wiatrak (Schreibershöfchen), Wipławki (Wieplack, Wieplauken dal 1934), Wirwilty (Wehrwilten), Witki (Assmanns), Wojciechy (Albrechtsdorf), Wojtkowo (Markhausen), Wola (Gross Wallhof, Gross Wolla dal 1934), Wólka (Klein Wallhof, Klein Wolla dal 1934), Wyręba (Kraphausen), Zawierdze (Sauerschienen), Żydowo (Siddau).